# Benčići (Buzet)
Pour les articles homonymes, voir Benčići.
Benčići (en italien : Bencici) est une localité de Croatie située en Istrie, dans la municipalité de Buzet, dans le comitat d'Istrie. En 2001, la localité ne comptait plus aucun habitant.

## Démographie
| 1948 | 1953 | 1961 | 1971 | 1981 | 1991 | 2001 |
| ---- | ---- | ---- | ---- | ---- | ---- | ---- |
| 101  | 92   | 43   | 23   | 15   | 7    | 0    |